# Carga base

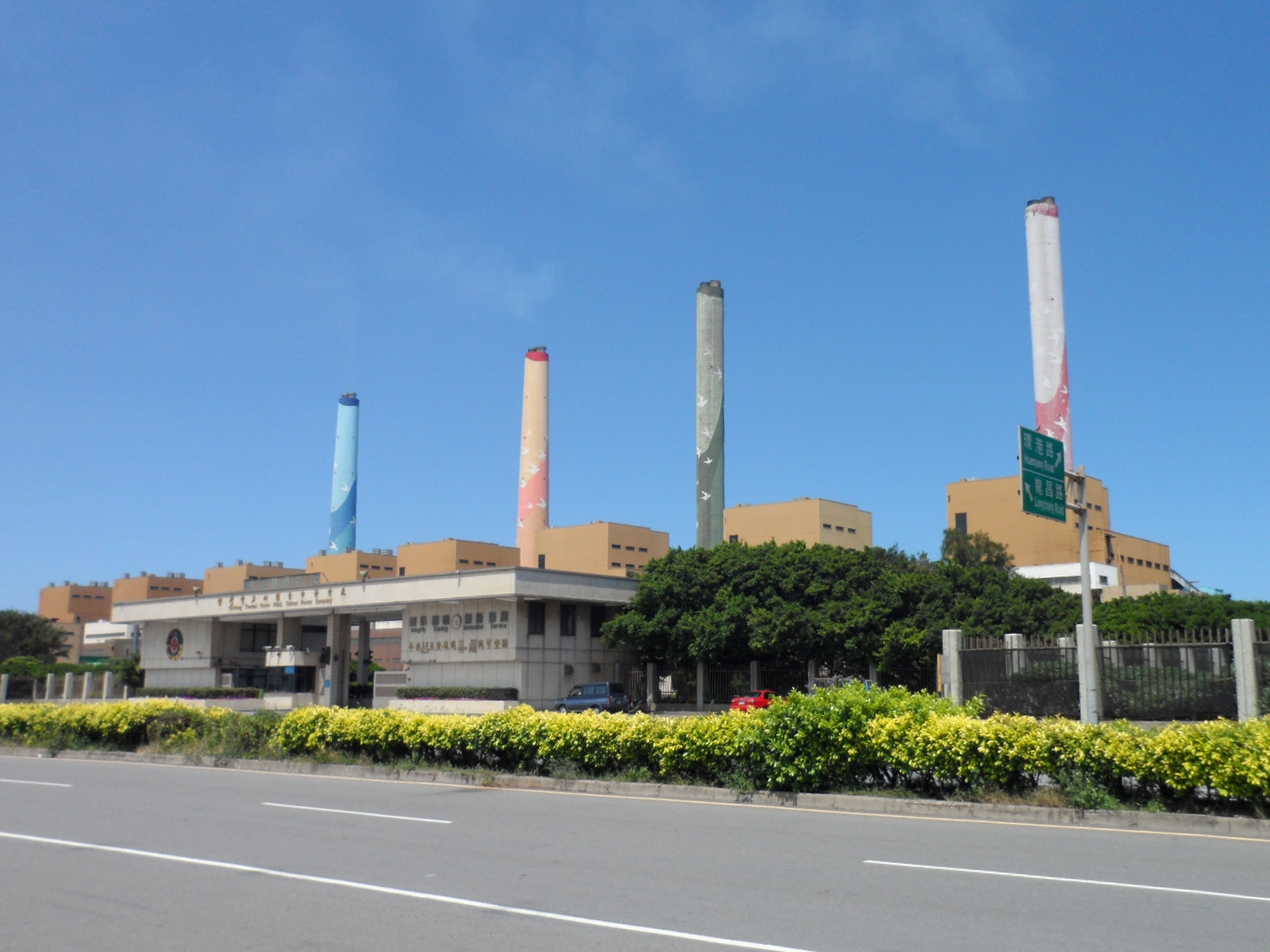
Central térmica de carbón en Taiwán. Las centrales de carbón suelen ser centrales de base.

La carga base en una red eléctrica es el nivel mínimo de demanda durante un período, por ejemplo una semana. Esta demanda puede ser satisfecha por centrales de potencia invariable, por generación despachable, o por una colección de fuentes de energía intermitentes más pequeñas, según qué opción ofrezca la mejor combinación de bajo coste, disponibilidad y alta fiabilidad en un mercado eléctrico determinado. El resto de la demanda, que cambia durante el día, se satisface, por una parte mediante generación despachable, centrales de seguimiento de carga y centrales de punta, las cuales pueden ser rápidamente conectadas a la red o desconectadas de ella. Por otra parte también se satisface con la reserva operativa, la respuesta a la demanda y el almacenamiento de energía.
Las centrales eléctricas que no pueden variar rápidamente la cantidad de energía que entregan a la red (las de potencia "invariable" antes citadas), como las nucleares o las grandes térmicas de carbón, generalmente se denominan en español centrales de base (y no "centrales de carga base", aunque la expresión original en inglés sea baseload power plants). Lo opuesto son las centrales de punta, también denominadas centrales de reserva o centrales de pico. En la clasificación de las centrales por tiempo de utilización existe un tercer tipo, intermedio: las centrales de seguimiento de carga.

## Descripción
Los operadores de la red eléctrica realizan constantemente previsiones a corto, medio y largo plazo sobre la evolución de la demanda y las posibilidades de generación para equilibrar en cada momento la demanda con la producción eléctrica. Los ajustes detallados se conocen como "el problema de asignación de unidades" (unit commitment problem) y son un caso particular del problema de la asignación.
Aunque históricamente las grandes redes eléctricas han utilizado centrales de potencia invariable para satisfacer la carga base, esto no es un requisito técnico. La carga base puede satisfacerse igualmente con una combinación apropiada de fuentes de energía intermitente y generación despachable.
Las centrales de potencia invariable pueden ser térmicas de carbón, de ciclo combinado de gas natural, nucleares (puede llevar hasta varios días arrancar desde cero o parar totalmente una central de estos 3 tipos), hidroeléctricas, geotérmicas, de biogás, de biomasa, térmicas solares con almacenamiento o maremotérmicas.
Cualquier central eléctrica es susceptible de, inesperadamente, tener que reducir su suministro, o incluso interrumpirlo del todo, por múltiples motivos, como sequías en el caso de las hidroeléctricas; la congelación de las pilas de carbón en las térmicas que usan este combustible; la interrupción del suministro de gas en las de ciclo combinado; o las olas de calor en las nucleares.
El deseable atributo de la despachabilidad lo poseen las centrales hidroeléctricas, algunas centrales de ciclo combinado y algunos parques eólicos situados en zonas de viento muy constante (que pueden variar la energía entregada a la red cambiando el ángulo de ataque de las palas de los aerogeneradores). Los operadores del sistema eléctrico también pueden decidir desconectar una central de la red cuando su energía no es necesaria.
En 2018 había en el mundo 195 000 megavatios (MW) de almacenamiento eléctrico conectado a la red. El 94 % eran centrales hidroeléctricas reversibles y el 2 %, baterías. Las centrales reversibles consumen energía cuando es barata (en horas valle, normalmente nocturnas), para bombear agua de un embalse inferior a un embalse superior. Y cuando la demanda es alta, dejan caer el agua del embalse superior a través de turbinas, produciendo así energía para satisfacer esa demanda. La disponibilidad de energía solar en las horas punta puede reducir la necesidad de almacenamiento. La mayor instalación de almacenamiento del mundo se encuentra entre los estados norteamericanos de Virginia y Virginia Occidental, con un 50 % más de capacidad que la Presa Hoover.

## Implicaciones económicas
En los mercados eléctricos donde la generación está liberalizada, los operadores de la red solicitan ofertas a las empresas de generación para encontrar las fuentes más baratas de electricidad a corto y largo plazo. Si, por el contrario, hay un monopolio o cuasimonopolio en generación, la empresa que lo posea, normalmente pública, decidirá en cada momento qué centrales utiliza sin necesidad de solicitar ofertas, habitualmente basándose en cuestiones de disponibilidad, costes históricos o distribución geográfica (activando preferentemente los generadores más cercanos a la demanda, para reducir las pérdidas en la red).
Las nucleares y las térmicas de carbón tienen costes fijos muy altos y elevado factor de carga de planta, pero costes marginales muy reducidos, aunque no tanto como los de las solares fotovoltaicas, eólicas e hidroeléctricas. Por otro lado, las centrales de pico, como las de gas natural, tienen costes fijos reducidos, bajo factor de carga y altos costes marginales.
Para satisfacer la cambiante demanda no son las térmicas de carbón y las nucleares las que varían la energía que entregan a la red, porque les resulta más económico operar a niveles constantes de producción. Se minimiza así la utilización de las centrales de ciclo combinado, más caras, a la vez que se les deja espacio para que, en momentos determinados, incrementen o reduzcan su producción para casar fluctuaciones rápidas del consumo. Algunas nucleares, como es el caso de Francia, pueden operar como centrales de seguimiento de carga y modificar su producción para satisfacer las variaciones de la demanda.
Las diferentes centrales y tecnologías pueden tener distintas capacidades de variar su producción según la demanda: generalmente las nucleares funcionan de manera continua cerca de su potencia máxima (aparte de las paradas por mantenimiento, recarga del reactor o actualización periódica), mientras que las centrales de carbón pueden ser arrancadas o paradas en el curso de un día para satisfacer la demanda. Las centrales que tienen más de un generador eléctrico pueden ser utilizadas como grupo para mejorar la adecuación a la demanda, arrancando uno o varios de esos generadores, o parándolos.
Según el director ejecutivo de la Red Eléctrica Norteamericana en 2015, Steve Holliday, el concepto de carga base está "desfasado", porque las microrredes se volverán el principal medio de generación, y las grandes centrales quedarán relegadas a suministrar al resto.
En 2016, Ambrose Evans-Pritchard, de The Daily Telegraph, escribió que con los avances en almacenamiento de energía, «ya no tiene mucho sentido construir caras centrales de base» y continúa argumentando que «los reactores nucleares no pueden ser conectados y desconectados según la demanda, a diferencia de los ciclos combinados. Son inútiles como respaldo para la red descentralizada del futuro, en la que las energías eólica, solar, hidroeléctrica y otras renovables dominarán el suministro de electricidad.».

## Significado del término en el ámbito de laregulación automática
Otra definición de "carga base" corresponde a un modo de control de una unidad de ciclo combinado o turbina de gas. Desde la interfaz humano máquina (por ejemplo, el panel de botones y diales de la turbina) se tiene la opción de seleccionar este modo de control. El dispositivo de regulación, por medio de un algoritmo, calcula el punto de ajuste (set point) correspondiente a la temperatura máxima que puede soportar la turbina. Cuando se selecciona dicho modo de operación, el dispositivo permite que se vaya incrementando la cantidad de combustible hasta alcanzar esa temperatura máxima. De este modo la unidad podrá aportar la potencia en megavatios con relación a esta temperatura, en la que influye la temperatura ambiente a la que succiona aire el compresor y que sirve para enfriar los componentes internos de la turbina. Esto quiere decir que en un día frío, con una temperatura de, por ejemplo, 5 °C, la misma turbina puede proporcionar más energía que otro día en que la temperatura ambiente sea de 30 °C.